# Vonitsa
Vonitsa  este un oraș în Grecia în prefectura Aetolia-Acarnania.